# Comté de Calaveras
Pour les articles homonymes, voir Calavera.
Le comté de Calaveras (en anglais : Calaveras County) est un comté de l'État de Californie, aux États-Unis. Au recensement de 2020, il compte 45 292 habitants pour une superficie de 2 685 km². Son siège est San Andreas.

## Histoire
Le comté de Calaveras est l'un des comtés originaux de la Californie, créé en 1850. Des parties de son territoire sont par la suite données au comté d'Amador (1854) et à celui d'Alpine en 1864.
Le mot "calaveras" signifie "crânes". Le comté tient son nom de la Calaveras River laquelle est appelée ainsi par l'explorateur espagnol Gabriel Moraga lorsqu'il trouve sur les rives de celles-ci de nombreux crânes d'Amérindiens qui ont été tués soit par la famine, soit par des conflits tribaux concernant la chasse ou la pêche.

## Villes et localités
Le comté de Calaveras, au recensement de 2010, 15 CDP (census-designated places). Elle ne compte par ailleurs qu'une seule localité constituée en municipalité, c'est-à-dire disposant d'un maire et d'un gouvernement local indépendant du comté. Il s'agit de la ville d'Angels Camp, qui dispose notamment de ses propres services de police et de lutte contre l'incendie.
| Nom         | Population (2010) | Superficie (km²) | Densité (2010) | Incorporation | Incendie | Police | Notes |
| ----------- | ----------------- | ---------------- | -------------- | ------------- | -------- | ------ | ----- |
| Angels Camp | 3 836             | 9,42             | 407,1          | 1912          | oui      | oui    |       |

1. ↑  (en) « Police Department », sur AngelsCamp.gov.
2. ↑  (en) « Fire Department », sur AngelsCamp.gov.

Census-designated places
Les CDP sont des périmètres à usage statistique établies par le recensement.
| Nom              | Population (2010) | Superficie (km²) | Densité (2010) | Notes           |
| ---------------- | ----------------- | ---------------- | -------------- | --------------- |
| Arnold           | 3 843             | 38,44            | 100,0          |                 |
| Avery            | 646               | 11,65            | 55,5           |                 |
| Copperopolis     | 3 671             | 55,48            | 66,2           |                 |
| Dorrington       | 609               | 9,48             | 64,3           |                 |
| Forest Meadows   | 1 249             | 14,65            | 85,2           |                 |
| Mokelumne Hill   | 646               | 7,97             | 81,0           |                 |
| Mountain Ranch   | 1 628             | 106,77           | 15,2           |                 |
| Murphys          | 2 213             | 26,72            | 82,8           |                 |
| Rail Road Flat   | 475               | 85,85            | 5,5            |                 |
| Rancho Calaveras | 5 325             | 21,77            | 244,6          |                 |
| San Andreas      | 2 783             | 21,72            | 128,1          | Siège du comté. |
| Vallecito        | 442               | 22,19            | 19,9           |                 |
| Valley Springs   | 3 553             | 25,58            | 138,9          |                 |
| Wallace          | 403               | 11,42            | 35,3           |                 |
| West Point       | 674               | 9,63             | 70,0           |                 |

## Démographie
| 1850   | 1860   | 1870  | 1880  | 1890  | 1900   |
| ------ | ------ | ----- | ----- | ----- | ------ |
| 16 884 | 16 299 | 8 895 | 9 094 | 8 882 | 11 200 |

| 1910  | 1920  | 1930  | 1940  | 1950  | 1960   |
| ----- | ----- | ----- | ----- | ----- | ------ |
| 9 171 | 6 183 | 6 008 | 8 221 | 9 902 | 10 289 |

| 1970   | 1980   | 1990   | 2000   | 2010   | 2020   |
| ------ | ------ | ------ | ------ | ------ | ------ |
| 13 585 | 20 710 | 31 998 | 40 554 | 45 578 | 45 292 |